# Belvoir (twierdza)
Belvoir (hebr. כוכב הירדן, Kohav HaJarden; arab. Kaukab al-Hawa; pol. Gwiazda Jordanu) – forteca krzyżowców wznosząca się nad Doliną Jordanu, około 20 km na południe od Jeziora Tyberiadzkiego w północnym Izraelu. Jest to najlepiej zachowana twierdza krzyżowców w Izraelu. Jej teren jest chroniony przez utworzony w tym celu park narodowy.

## Położenie
Twierdza wznosi się na wschodnim skraju płaskowyżu Ramot Jissachar (280 metrów n.p.m.). Wzgórze wznosi się 500 metrów ponad depresję Doliny Jordanu, której dnem płynie rzeka Jordan. Ze wzgórza spływają w kierunku wschodnim strumienie Kohav, Bidra i HaJadid (wpadają do Jordanu).

## Historia
W 1099 roku Palestyna znalazła się pod panowaniem krzyżowców, którzy utworzyli Królestwo Jerozolimskie. Nieustanne zagrożenie ze strony Arabów powodowało, że krzyżowcy bardzo szybko przystąpili do budowy licznych zamków. Pełniły one funkcje obrony strategicznych punktów na granicach Królestwa, a dodatkowo zapewniały ochronę karawanom kupieckim i chrześcijańskim pielgrzymkom. W 1168 roku tutejszą ziemię nabył Rycerski Zakon Szpitalników od francuskiego szlachcica Velos. Płaskowyż górował nad Doliną Jordanu i zamek kontrolował całą okolicę. W 1168 roku Szpitalnicy rozbudowali zamek w najpotężniejszą swoją fortecę. Odgrywała ona ważną rolę w systemie obronnym Królestwa Jerozolimskiego, ponieważ miała jako jedna z pierwszych stanąć na drodze muzułmańskiej inwazji. W lipcu 1182 roku wielka armia sułtana Saladyna przekroczyła rzekę Jordan. Doszło wówczas do bitwy pod zamkiem Belvoir. Bitwa zakończyła się taktycznym patem, jednak król jerozolimski Baldwin IV Trędowaty przekonał Saladyna do wycofania się. Po klęsce krzyżowców w 1187 roku w bitwie pod Hittin, armia Saladyna ponownie podeszła do Belvoir i rozpoczęła oblężenie twierdzy. Trwało ono przez półtora roku. Saladyn, po wysadzeniu wschodniej wieży broniącej rampy wejściowej, w uznaniu waleczności obrońców, pozwolił 5 stycznia 1189 roku załodze zamku wycofać się do Tyru. W latach 1217–1218 w obawie przed odzyskaniem twierdzy przez krzyżowców, rozebrano jej fortyfikacje. W 1240 roku na drodze porozumienia powrócili tutaj krzyżowcy. Jednak brak funduszy uniemożliwił odbudowę zamku, i cała okolica bardzo szybko ponownie znalazła się pod kontrolą arabską.
Przez następne stulecia pozostałości fortecy pozostawały opuszczone i popadały w coraz większą ruinę. Pierwsze prace archeologiczne rozpoczął tutaj w 1966 roku Joszua Prawer. Kontynuowane w następnych latach wykopaliska odkryły najlepiej zachowaną twierdzę krzyżowców w Izraelu. Aby lepiej chronić ruiny utworzono Park Narodowy Belvoir, który w 1968 roku udostępniono zwiedzającym.

### Nazwa
Frankońscy rycerze nazywali zamek Burg Belvoir (pol. Piękny Widok) lub le Coquet (pol. Kokietka). Nazwa ta nawiązywała do wspaniałej panoramy Doliny Jordan jaka roztaczała się z fortecy. Nazwa hebrajska Kohav HaJarden (pol. Gwiazda Jordanu) upamiętnia osiedle żydowskie, które istniało w tej okolicy w czasach rzymskich i bizantyjskich.

## Park Narodowy
Zamek Belvoir został wybudowany na planie koncentrycznym, który był powszechnie stosowany w późniejszych zamkach krzyżowców. Była to symetryczna pięciokątna forteca, otoczona fosą (20 metrów szerokości i 12 metrów głębokości). Wydobyte przy kuciu fosy czarne bazaltowe skały wykorzystano do budowy murów. Mur zewnętrzny wzmocniono potężnymi wieżami wzniesionymi w każdym z pięciu narożników. Dodatkowo pośrodku każdego z boków umieszczono dodatkową mniejszą wieżę obronną. Wewnątrz znajdowała się kwadratowa cytadela. Jej mur obronny był wzmocniony kwadratowymi wieżami wzniesionymi w narożnikach. Dziedziniec wewnętrzny, kaplicę i budynek dowódcy zamku wybudowano z białego marmuru.

### Turystyka
Czas zwiedzania wynosi około 1 godziny. Zamek z racji swojego położenia stanowi wspaniałą platformę widokową. Teren parku jest częściowo dostępny dla osób niepełnosprawnych. Istnieje możliwość noclegu w domkach kempingowych. Obok twierdzy eksponowane są rzeźby Igaela Tumarkina. W pobliżu znajduje się rezerwat przyrody Nachal Tawor.